# Садо (провинция)
Садо (яп. 佐渡国 садо-но-куни) — историческая провинция Японии, расположена на одноимённом острове на территории нынешней префектуры Ниигата. Входила в регион Хокурикудо.
Образована в 645 году в ходе реформ Тайка, в 743 году вошла в состав провинции Этиго. В 752 году вновь выделена в самостоятельную провинцию. В 1871 году, после реставарции Мэйдзи, она была переименована в префектуру Аикава (相川県), а в 1876 объединена с префектурой Ниигата. Провинция делилась на 3 уезда (Савата, Камо и Хамати) и 23 волости.
Уже в старину остров являлся известным местом ссылки. В разное время туда были отправлены Император Дзюнтоку, Нитирэн, Фудзивара-но-Тамэканэ и Дзэами Мотокиё.
В 759 году правителем Садо был назначен Икуэ-но-Омитомомаро (生江臣智麻呂), при котором в 764 году был основан кокубун-дзи Садо (в Мано). В средневековье провинция попала под власть рода Ходзё.
В 1589 году остров захватил Уэсуги Кагэкацу, но уже в 1600 году Садо перешёл под непосредственный контроль Токугавы Иэясу, после чего провинция оставалась под властью сёгунов до своей ликвидации. При Токугава провинцией руководил садо-бугё, первым садо-бугё стал Окубо Нагаясу.